# Torneo Supercup 1999
Il Torneo Supercup 1999 si è svolto nel 1999, nella città di Berlino.

## Squadre partecipanti
1. Australia
2. Francia
3. Germania
4. Turchia

## Classifica
| Pos. | Team      |
| ---- | --------- |
| 1    | Francia   |
| 2    | Germania  |
| 3    | Australia |
| 4    | Turchia   |